# Nenad Jestrović
Nenad Jestrović (Servisch: Ненад Јестровић) (Obrenovac, 9 mei 1976) is een gewezen Servische voetballer die speelde als aanvaller. Na zijn loopbaan werd hij actief als voetbalmakelaar. Tijdens zijn loopbaan bij het Belgische RSC Anderlecht kreeg hij de bijnaam Jestrogoal.

## Clubcarrière
Jestrović speelde in zijn jeugdjaren voor FK Radnički Obrenovac, waar hij in seizoen 1993/94, als jeugdspeler in het eerste elftal, veel indruk maakte op de technische staf van onder andere OFK Belgrado. Bij deze club uit de Servische hoofdstad maakte Jestrović zijn debuut als professioneel voetbalspeler. In zijn eerste seizoen voor de Romantičari kwam Jestrović niet veel in actie, hij scoorde slechts één doelpunt. Het seizoen daarop was de speler een vaste waarde in de aanval. Ondanks 12 goals van Jestrović degradeerde OFK uit de hoogste divisie in Servië. Op het tweede niveau wist Jestrović ook regelmatig het net te vinden en het Franse SC Bastia bood hem in zomer van 1997 een contract aan.
Het verblijf van de Servische spits bij Bastia kon niet echt succesvol worden genoemd, te weinig gescoorde goals was simpelweg de reden voor de Franse club om Jestrović gratis over te doen aan FC Metz. Na twee seizoenen bij Metz te hebben gespeeld plukte het Belgische Excelsior Moeskroen hem transfervrij weg. Lang kon deze ploeg niet genieten van de diensten van Jestrović, de aanvaller scoorde 20 goals en werd reeds na één seizoen ingelijfd door RSC Anderlecht. Jestrović zou uiteindelijk vijf-en-een-half-jaar voor Paars-Wit spelen. Tijdens deze periode werd hij eenmaal gekroond tot Belgische topschutter van het jaar (seizoen 2004/05) en won hij 2 Belgische titels. Ondanks zijn doeltreffendheid voor RSC Anderlecht, kende de aanvaller ook veel blessureleed. Ook viel hij op doordat hij in november 2005 in een Champions League wedstrijd van Anderlecht van het veld werd gestuurd voor vermeend racistisch gedrag. Hij werd beboet door zijn club en voor drie wedstrijden geschorst door de UEFA.
In januari 2006 besloot Jestrović RSC Anderlecht te verlaten voor een avontuur bij  de 'paarswitten' van Al Ain FC in de Verenigde Arabische Emiraten. Tijdens zijn eerste wedstrijd scoorde de aanvaller meteen een doelpunt. Deze goal was nummer 10.000 in de competitie van de VAE. Jestrović kende een succesvolle periode bij Al Ain, met 16 goals in 17 wedstrijden droeg hij bij van het winnen van de nationale beker. Na een jaar besloot Jestrović de overstap te maken naar Al-Nasr SC, een andere topclub afkomstig uit Dubai. Nadat hij ook hier de nodige goals had gescoord en inmiddels financieel volkomen onafhankelijk was door het meer dan riante salaris en bonussen, keerde Jestrović in de zomer van 2007 terug naar zijn vaderland.
Jestrović tekende een tweejarig contract voor Rode Ster Belgrado. Hij moest in aanvallend opzicht de leegte opvullen die met name Milan Purović achter liet na zijn vertrek bij de club uit Belgrado. Hij speelde er uiteindelijk één seizoen en kroonde zich tot topscorer van de Superliga. Het volgende seizoen kwam hij bij de Turkse club Kocaelispor terecht. Na vier maanden vertrok hij daar omdat hij er niet meer betaald werd en mocht dus gratis voor een andere club tekenen, in januari 2009 tekende hij bij de Franse tweedeklasser en tevens zijn ex-ploeg FC Metz.

## Interlandcarrière
Jestrović speelde gedurende drie jaar voor het nationale team voor Servië & Montenegro. Hij maakte zijn debuut op 30 april 2003 in de vriendschappelijke wedstrijd tegen Duitsland. Jestrović speelde regelmatig voor Servië & Montenegro tijdens de kwalificatiewedstrijden voor het WK voetbal in 2006. Ondanks vijf doelpunten in de kwalificaties werd Jestrović niet geselecteerd voor het nationale team dat op dat WK actief was. Sindsdien heeft Jestrović niet meer gespeeld voor zijn land.

## Statistieken
| seizoen | club                | land                         | competitie               | duels | goals |
| ------- | ------------------- | ---------------------------- | ------------------------ | ----- | ----- |
| 1994/95 | OFK Belgrado        | Joegoslavië                  | Meridian Superliga       | 8     | 1     |
| 1995/96 | OFK Belgrado        | Joegoslavië                  | Meridian Superliga       | 34    | 12    |
| 1996/97 | OFK Belgrado        | Joegoslavië                  | Prva Liga Telekom Srbija | 26    | 17    |
| 1997/98 | SC Bastia           | Frankrijk                    | Ligue 1                  | 19    | 2     |
| 1998/99 | FC Metz             | Frankrijk                    | Ligue 1                  | 24    | 5     |
| 1999/00 | FC Metz             | Frankrijk                    | Ligue 1                  | 20    | 3     |
| 2000/01 | Excelsior Moeskroen | België                       | Jupiler League           | 25    | 20    |
| 2001/02 | RSC Anderlecht      | België                       | Jupiler League           | 12    | 3     |
| 2002/03 | RSC Anderlecht      | België                       | Jupiler League           | 23    | 20    |
| 2003/04 | RSC Anderlecht      | België                       | Jupiler League           | 11    | 6     |
| 2004/05 | RSC Anderlecht      | België                       | Jupiler League           | 23    | 18    |
| 2005/06 | RSC Anderlecht      | België                       | Jupiler League           | 13    | 6     |
| 2006    | Al Ain FC           | Verenigde Arabische Emiraten | Saudi Premier League     | 17    | 16    |
| 2007    | Al-Nasr SC          | Verenigde Arabische Emiraten | Saudi Premier League     | 23    | 15    |
| 2007/08 | Rode Ster Belgrado  | Servië                       | Meridian Superliga       | 27    | 15    |
| 2008/09 | Kocaelispor         | Turkije                      | Süper Lig                | 8     | 2     |
| 2008/09 | FC Metz             | Frankrijk                    | Ligue 2                  | 9     | 1     |
| Totaal  | Totaal              | Totaal                       | Totaal                   | 322   | 162   |